# أنف الحذاء

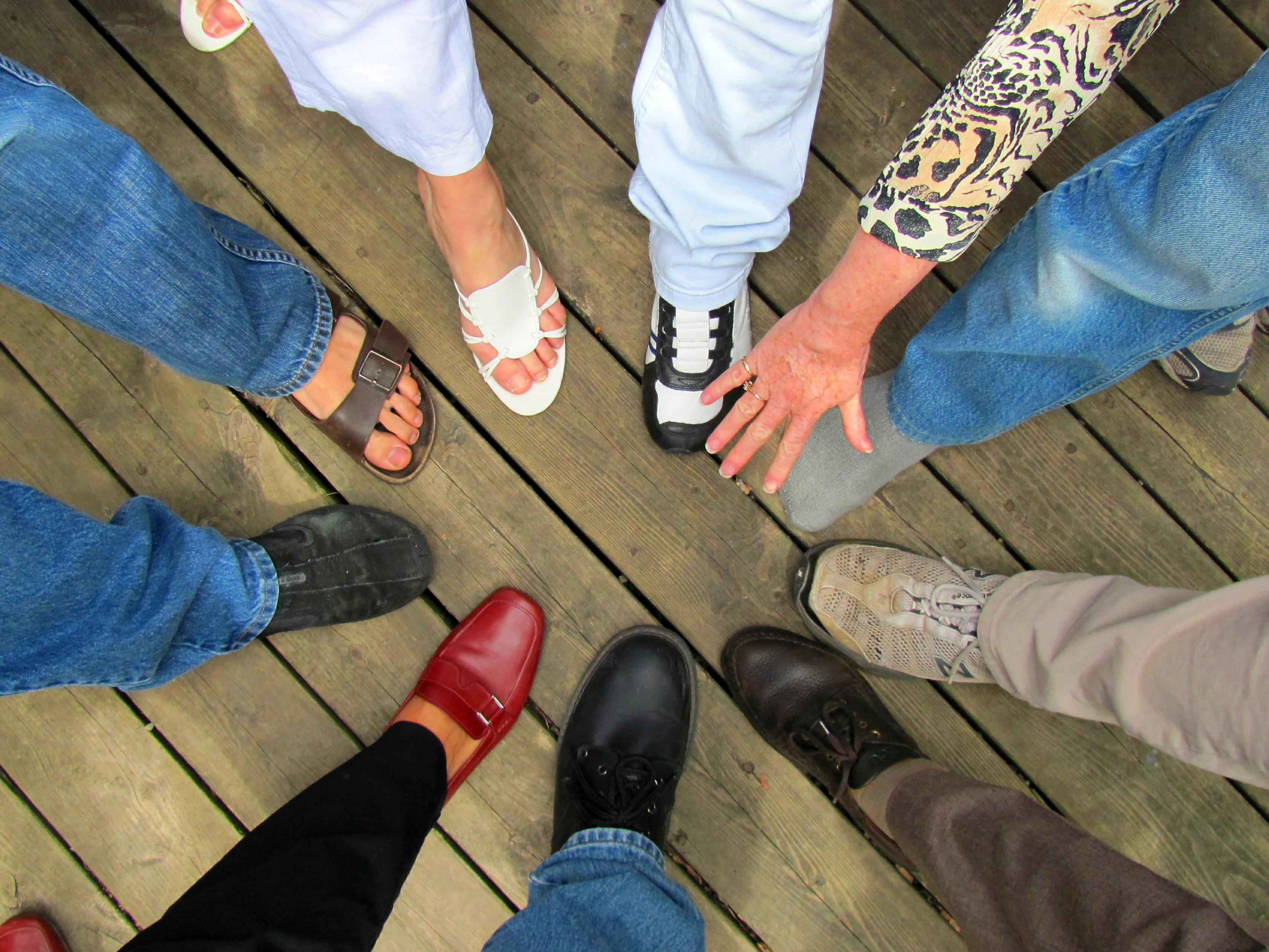
أحذية متنوعة الأنوف.

أنف الحذاء هو جزء من الحذاء يحيط بأصابع القدم في الأحذية المغلقة من الأمام.
وللتعبير عن مقدمة الجورب يُقال أنف الجورب.